# Kitscher Mühle
Die Kitscher Mühle war eine Wassermühle am Kitschbach in der Gemeinde Waldfeucht im nordrhein-westfälischen Kreis Heinsberg im Regierungsbezirk Köln.

## Geographie
Die Kitscher Mühle hatte ihren Standort am Kitscherweg 33 im Stadtteil Haaren in der Gemeinde Waldfeucht. Das Grundstück, auf dem das Haus- und Wirtschaftsgebäude noch steht, hat eine Höhe von ca. 33 m über NN.

## Gewässer
Der Kitschbach ist ein Bachgewässer mit einer Länge von 10,5 km. Der Bachbeginn ist in Waldfeucht-Löcken in einer Höhe von 54 m über NN. Er führt über Schöndorf, Obspringen, Haaren, Karken und Wolfhager Mühle bis zur deutsch-niederländische Grenze. Am östlichen Ortsausgang von Haaren, am Kitscherweg, versorgte der Kitschbach die Kitscher Mühle mit Wasser. Als Grenzgewässer und später als Bach in den Niederlanden fließt der Kitschbach vor Vlodrop (NL) in einer Höhe von 29 m über NN von links in die Rur. 

## Geschichte
Die örtliche Geschichtsforschung vermutet, dass die Kitscher Mühle zum Hof Kirenz gehörte, der bereits im 13. Jahrhundert erwähnt wurde. Die erste namentliche Erwähnung erlangt die Mühle allerdings erst viel später. Im Buch des Waldfeuchter Schöffengerichtes von 1545 bis 1583 sind die Selfkanter Mühlenverhältnisse aufgeführt, wonach die Verpflichtung bestand, das Mahlgut aus Waldfeucht von den Mühlen abzuholen. Hiervon betroffen waren die Kitscher Mühle, die Millener- und die Wolfhager Mühle. Die Mahlkunden waren angehalten, dem peert een schouf stroes on eene emmer waeters (Pferd eine Garbe Stroh und einen Eimer Wasser) zu geben.
Die Kitscher Mühle war eine Getreidemühle mit einem unterschlächtigen Wasserrad. Sie hatte einen Mahlgang und arbeitete bis zur Mitte des 19. Jahrhunderts. Der noch stehende Bauernhof trägt den Namen Kitscher Mühle und hält damit die Erinnerungen an Alte Zeiten hoch.

## Galerie

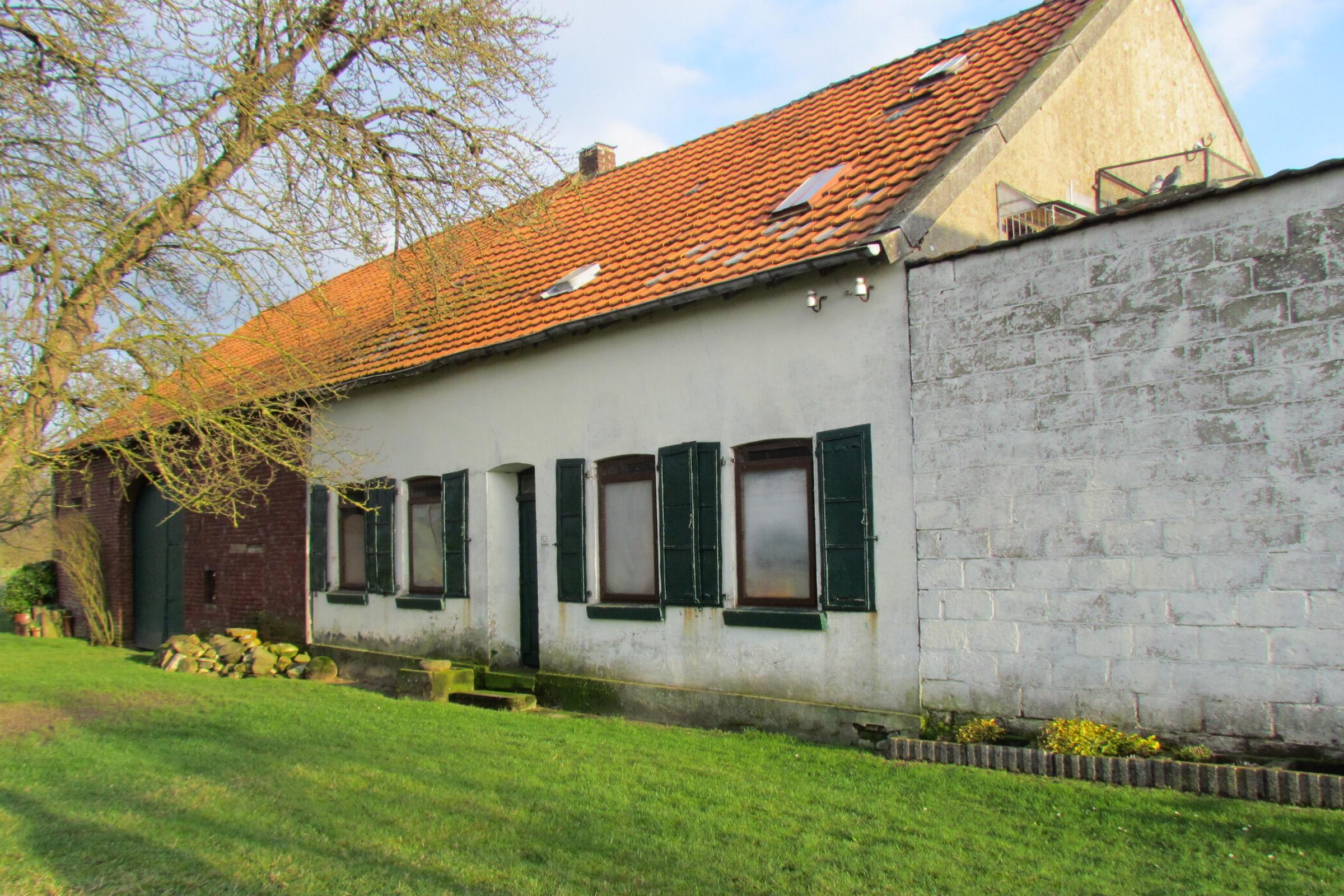
Haus und Hof der ehemaligen Kitscher Mühle
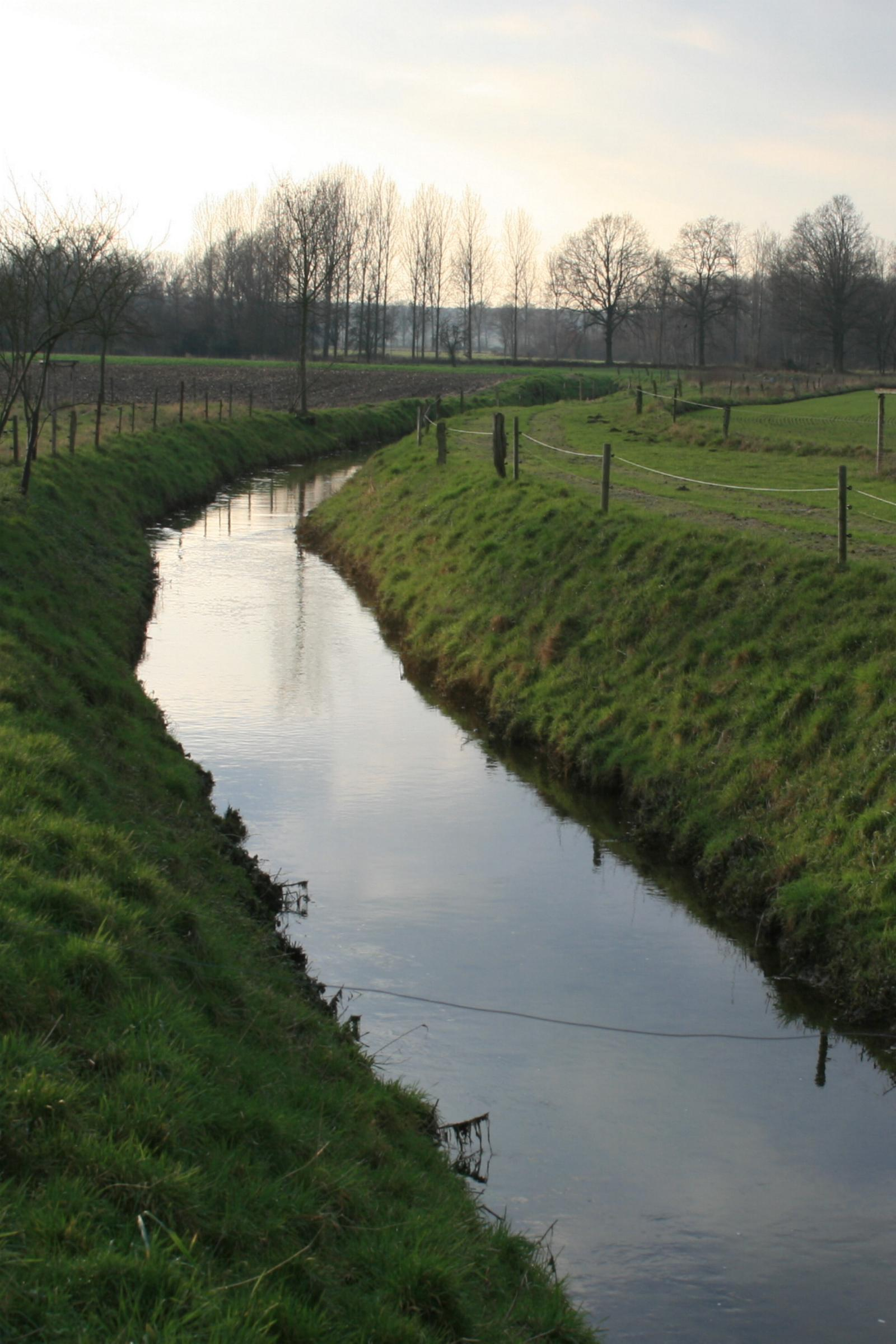
Der Kitschbach unterhalb der Kitscher Mühle
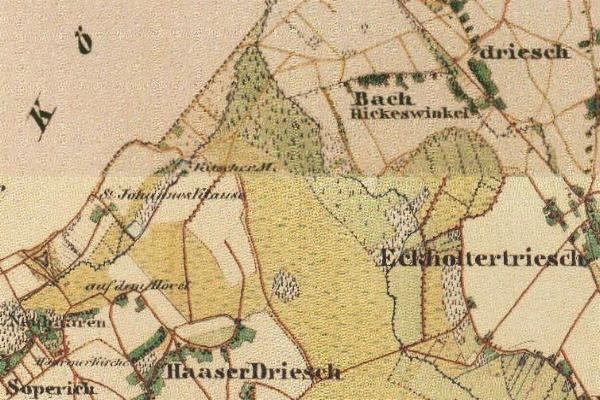
Kitscher Mühle auf der Uraufnahme von 1843
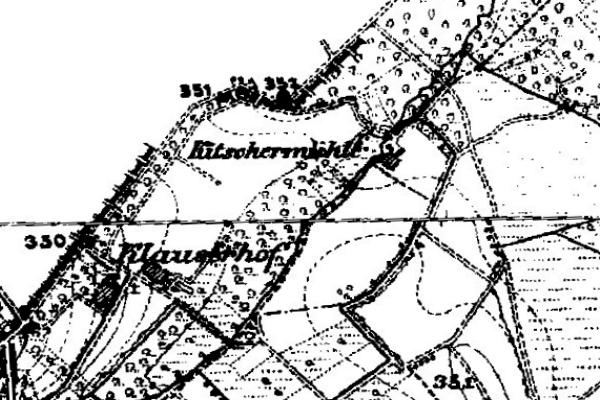
Kitscher Mühle auf der Neuaufnahme von 1893
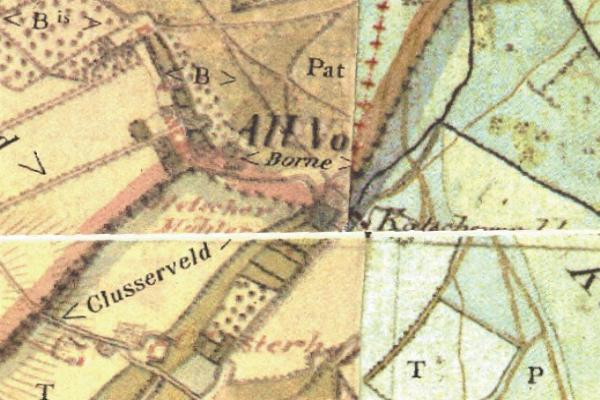
Kitscher Mühle im Kartenkreuz auf der Tranchotkarte 1806/1807

→ Siehe auch Liste von Mühlen an der Wurm und ihren Zuflüssen